# Deja vu (film 1990)
Deja vu (inny tytuł Wiza na 48 godzin) – polsko-radziecka komedia kryminalna z 1990 roku w reżyserii Juliusza Machulskiego, będąca pastiszem amerykańskiego kina gangsterskiego oraz kinematografii radzieckiej. W Deja vu pojawiają się nawiązania do takich filmów jak Dawno temu w Ameryce, Czapajew czy Pancernik Potiomkin. Zdjęcia kręcono w Łodzi i w Odessie.
W 2012 roku film poddano cyfrowej rekonstrukcji.

## Fabuła
Akcja filmu rozpoczyna się w Chicago w roku 1925. Prohibicja przysparza władzom więcej problemów niż korzyści. Członek gangsterskiej rodziny, Mick Nich, daje cynk policji o planowanym transporcie alkoholu i ucieka do Odessy w ZSRR, ziemi swoich przodków. Rodzina musi zmyć hańbę i wysyła za nim Johna Pollacka, zawodowego mordercę o polskich korzeniach, z zadaniem likwidacji renegata. Płatny morderca jedzie do Odessy jako profesor entomologii, jednak wpada tutaj w wir zdarzeń, które uniemożliwiają mu wykonanie zadania.
Parowiec, na którym przybywa Pollack, jest pierwszym od czasu rewolucji październikowej, który przybył z Nowego Jorku do Odessy. Dlatego Pollack, który wyszedł ze statku pierwszy, wygrywa nagrodę w postaci zwiedzania ZSRR pod czujnym okiem ekipy Rusfłotu. W hotelu niedbała obsługa niszczy rączkę do ciągnięcia walizki, która w rzeczywistości jest składanym karabinem. Uciekając od ekipy Rusfłotu Pollack trafia w ręce Ormian i na skutek wstrząsu traci pamięć.
Następują kolejne śmieszne zdarzenia, m.in. zamach bombowy na Pollacka zorganizowany przez Nicha i pościg zabójcy za renegatem, podczas którego trafiają na plan filmu o rewolucji oraz wyścig kolarski, na którym niechcący przeszkadzają w zdobyciu pierwszego miejsca niemieckim kolarzom – faworytom wyścigu. Do akcji wkracza radziecka milicja kryminalna. Johnny Pollack traci zmysły, a chicagowska rodzina gangsterska wysyła kolejnego mordercę, tym razem aby zlikwidował Pollacka, który nie wykonał zadania. Morderca zostaje w Odessie powitany przez ekipę Rusfłotu, która ma pomóc mu, tysięcznemu pasażerowi rejsu Nowy Jork-Odessa, w zwiedzaniu ZSRR.

## Obsada
- Jerzy Stuhr – Johnny Pollack
- Ryszarda Hanin – Wanda Pollack, matka Johnny’ego
- Władimir Gołowin – Mikita Niczyporuk (Mick Nich)
- Wojciech Wysocki – Franco De Niro
- Galina Pietrowa – Agłaja Głuszko
- Nikołaj Karaczencow – Miszka Japoniec (Mick The Little Jap)
- Liza Machulska – Ditta
- Oleg Szkłowski – Żorż
- Wasilij Miszczenko – Kostia
- Wiktor Stiepanow – Kriwonoszczenko
- Grzegorz Heromiński – trener niemiecki
- Cezary Pazura – niemiecki kolarz
- Wojciech Malajkat – niemiecki kolarz
- Stanisław Sparażyński – Stallone, gangster z Chicago
- Anatolij Kotieniow – Władimir Majakowski

## Dystrybucja
Film ukazał się w zremasterowanej reedycji na płyty DVD i Blu-ray w 2020 roku, nakładem wydawnictwa Filmostrada.